# 20-as busz (Ózd)
Az ózdi 20-as jelzésű autóbuszvonal a Kórház, Bolyok és Szentsimon között húzódik, amelyet a MÁV Személyszállítási Zrt. üzemeltet.

## Története
A 20-as helyijárat az ózdi Almássy Balogh Pál kórházt és a Hangony felé fekvő Szentsimon városrészt köti össze, Ózdnak északnyugati-délkeleti tengelyét. Az Ózdi Ruhagyárig a 2-es busz útvonalán közlekedik, azon túl a helyi közlekedésbe bevont 4102-es buszvonallal.
2017 júniusáig egyes indításai a Tesco áruházhoz is betértek először a 20-as jelzés alatt, majd elkülönített, 20T jelzéssel. A városi buszállomástól 20A buszként is történnek indítások, melyek ezen logika szerint 20AT buszként indultak, míg nem a Tesco eltörölte a szolgáltatást.

## Útvonala
| Kórház – Szentsimon | Szentsimon – Kórház |
| --- | --- |
| Kórház ➝ Bányász utca ➝ Bem utca ➝ József Attila út ➝ Szabó Lőrinc utca ➝ Ív út ➝ Munkás út ➝ Vasvár út ➝ Malom út ➝ Zrínyi Miklós út ➝ Árpád vezér út ➝ Bolyki főút ➝ Szentsimoni út ➝ Újtemplom tér ➝ Szentsimoni út ➝ Szentsimon, autóbusz-váróterem | Szentsimon, autóbusz-váróterem ➝ Szentsimoni út ➝ Újtemplom tér ➝ Szentsimoni út ➝ Bolyki főút ➝ Árpád vezér út ➝ Zrínyi Miklós út ➝ Malom út ➝ Vasvár út ➝ Munkás út ➝ 48-as út ➝ Bem utca ➝ Bányász utca ➝ Kórház |

## Közlekedése
Az autóbuszjáratok a hét minden napján közlekednek, azonban a város felől hétvégén csak lerövidített, 20A-s indítások történnek. Szentsimont a 4102-es és 4186-os Volán-járatok szolgálják ki, előbbin az ózdi városi bérletek felhasználhatóak.
| Viszonylat                    | Indításszám     | Közlekedési rend          |
| ----------------------------- | --------------- | ------------------------- |
| Kórház – Szentsimon, aut. vt. | 1 oda, 2 vissza | tanítási napokon          |
| Kórház – Szentsimon, aut. vt. | 2 pár           | tanszünetben munkanapokon |
| Kórház – Szentsimon, aut. vt. | 1 vissza        | hétvégén                  |

### Járművek
Az autóbuszvonalon legtöbbször csuklósok fordulnak meg, leginkább a KNL-244-es rendszámú Volvo 7700A típusú autóbusz, azonban nem ritka a szóló jármű megjelenése sem.

## Megállóhelyei
| 0  | Kórház végállomás                         | 0.0 km | 0  | 1, 2, 4, 8, 12, 21 4101, 4102, 4161                                                                 |
| 1  | Petőfi tér                                | 0.6 km | 3  | 1, 2, 4, 8, 12, 21 3410, 3412, 4101, 4102, 4153, 4154, 4157, 4158, 4160, 4161                       |
| 2  | József Attila út 3. (↓) 48-as út 8. (↑)   | 0.8 km | 4  | 1, 2, 4, 8, 12, 21, 23 4101, 4102, 4158                                                             |
| 3  | Hotel Ózd                                 | 1.3 km | 5  | 1, 2, 4, 8, 12, 21, 23 4101, 4102, 4153, 4158, 4160, 4161                                           |
| 4  | Gyujtó tér                                | 1.8 km | 7  | 2, 2A, 4, 6, 7, 8, 12, 20A, 21, 23, 26, 47, 63, 68, 74, 76, 78 4102                                 |
| 5  | Városháztér                               | 2.4 km | 8  | 2, 2A, 6, 12, 20A, 21, 23, 26, 63, 68, 76 1369, 1384 3770, 4102, 4180, 4185, 4186                   |
| 6  | Bolyki elágazás                           | 3.0 km | 9  | 2, 2A, 6, 12, 20A, 21, 23, 26, 63, 68, 76 1031, 1034, 1051, 1369, 1384 3770, 4102, 4180, 4185, 4186 |
| 7  | Zrínyi Miklós út 5.                       | 3.4 km | 11 | 2, 2A, 12, 20A, 21, 23, 26 1369 3770, 4102, 4186                                                    |
| 8  | Árpád Vezér Általános Iskola              | 3.8 km | 12 | 2, 2A, 12, 20A, 21, 23, 26 1369 3770, 4102                                                          |
| 9  | Civil Ház                                 | 4.1 km | 13 | 2, 2A, 12, 20A, 21, 23, 26 1369 3770, 4102                                                          |
| 10 | Strandfürdő                               | 4.4 km | 15 | 2, 2A, 12, 20A, 21, 23, 26 1369 3770, 4102, 4186                                                    |
| 11 | Bolyki főút, ABC áruház                   | 4.9 km | 16 | 2, 2A, 12, 20A, 21, 26 1369 3770, 4102, 4186                                                        |
| 12 | Bolyki főút, Asztalos Kft.                | 5.2 km | 17 | 2, 2A, 12, 20A, 21, 26 1369 3770, 4102                                                              |
| 13 | Ruhagyár                                  | 5.7 km | 19 | 2, 2A, 20A 3770, 4102, 4186                                                                         |
| 14 | Bolyki főút 94.                           | 6.2 km | 20 | 20A 4102                                                                                            |
| 15 | Szentsimon, Szurdoktető                   | 6.7 km | 21 | 20A 4102, 4186                                                                                      |
| 16 | Szentsimon, Nagykert                      | 7.2 km | 22 | 20A 4102                                                                                            |
| 17 | Szentsimon, tűzoltószertár                | 7.9 km | 23 | 20A 4102, 4186                                                                                      |
| 18 | Szentsimon, autóbusz-váróterem végállomás | 8.5 km | 25 | 20A 4102, 4186                                                                                      |